# العلاقات السعودية الميكرونيسية
العلاقات السعودية الميكرونيسية هي العلاقات الثنائية التي تجمع بين السعودية وولايات ميكرونيسيا المتحدة.

## مقارنة بين البلدين
هذه مقارنة عامة ومرجعية للدولتين:
| وجه المقارنة                                              | السعودية        | ولايات ميكرونيسيا المتحدة |
| --------------------------------------------------------- | --------------- | ------------------------- |
| المساحة (كم2)                                             | 2.25 مليون      | 702                       |
| عدد السكان (نسمة)                                         | 33.00 مليون     | 105.54 ألف                |
| الكثافة السكانية (ن./كم²)                                 | 14.67           | 15.03 ألف                 |
| العاصمة                                                   | الرياض، الدرعية | باليكير                   |
| اللغة الرسمية                                             | اللغة العربية   | لغة إنجليزية              |
| العملة                                                    | ريال سعودي      | دولار أمريكي              |
| الناتج المحلي الإجمالي (بليون دولار)                      | 683.83 مليار    | 336.43 مليون              |
| الناتج المحلي الإجمالي (تعادل القوة الشرائية) بليون دولار | 1.69 تريليون    | 365.27 مليون              |
| الناتج المحلي الإجمالي الاسمي للفرد دولار أمريكي          | 20.48 ألف       | 3.02 ألف                  |
| الناتج المحلي الإجمالي للفرد دولار أمريكي                 | 52.01 ألف       |                           |
| مؤشر التنمية البشرية                                      | 0.837           | 0.640                     |
| رمز المكالمات الدولي                                      | +966            | +691                      |
| رمز الإنترنت                                              | .sa             | .fm                       |
| المنطقة الزمنية                                           | ت ع م+03:00     |                           |

## منظمات دولية مشتركة
يشترك البلدان في عضوية مجموعة من المنظمات الدولية، منها:
| علم المنظمة | اسم المنظمة                               | تاريخ انضمام السعودية | تاريخ انضمام ولايات ميكرونيسيا المتحدة |
| ----------- | ----------------------------------------- | --------------------- | -------------------------------------- |
|             | يونسكو                                    | 4 نوفمبر 1946         | 19 أكتوبر 1999                         |
|             | البنك الدولي للإنشاء والتعمير             | 26 أغسطس 1957         | 24 يونيو 1993                          |
|             | منظمة حظر الأسلحة الكيميائية              | ?                     | ?                                      |
|             | الأمم المتحدة                             | 24 أكتوبر 1945        | 17 سبتمبر 1991                         |
|             | مؤسسة التمويل الدولية                     | 18 سبتمبر 1962        | 24 يونيو 1993                          |
|             | وكالة ضمان الاستثمار متعدد الأطراف        | 12 أبريل 1988         | 11 أغسطس 1993                          |
|             | المركز الدولي لتسوية المنازعات الاستشارية | 7 يونيو 1980          | 24 يوليو 1993                          |
|             | مؤسسة التنمية الدولية                     | 30 ديسمبر 1960        | 24 يونيو 1993                          |
|             | الاتحاد الدولي للاتصالات                  | 7 فبراير 1949         | 18 مارس 1993                           |

## وصلات خارجية
- موقع وزارة الخارجية السعودية